# Канейдиан-Ривер
Кане́йдиан-Ри́вер (англ. Canadian River) — река в США, правый приток реки Арканзас. Берёт своё начало в Колорадо, на хребте Сангре-де-Кристо (Скалистые горы), пересекает Нью-Мексико, Техасский выступ и всю длину Оклахомы. Протекает по Великим и Центральным равнинам. Длина около 1500 км, площадь водосборного бассейна — 124 тысяч км². Средний расход воды около 200 м³/с (по другим данным 177 м³/с). Резкие колебания расхода воды. Весеннее половодье. Используется для орошения.
Чтобы не путать реку с её притоком — Норт-Канейдиан-Ривер, иногда используется название Саут-Канейдиан-Ривер.

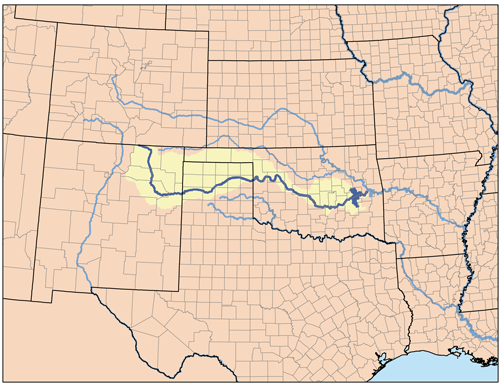

## Этимология
Не совсем ясно, почему река называется Канейдиан. На дорожной карте Джона Фримонта, составленной в 1845 году река указана как «Гу-ол-па или Канейдиан-Ривер», так называли её команчи и кайова. Такое наименование реке могли дать французские охотники и торговцы, прибывавшие из Канады. Исток реки на испанском звался Рио-Колорадо. Некоторые исследователи предполагают, что ранние путешественники верили что река течёт в Канаду. Ведь на участке Техасского выступа она протекает в северо-восточном направлении. В 1929 году Мурьель Райт писал, что Канейдиан-Ривер была названа так около 1820 года французскими торговцами, порекомендовавшими другой группе торговцев из Канады стать лагерем около слияния с рекой Арканзас.
Имя также могло происходить от испанского слова cañada, означающего каньон, подобный тому, что Канейдиан-Ривер формирует в северной части Нью-Мексико. Ряд исторических записей подтверждают эту теорию. Но в целом, французское возникновение название считается более правдоподобным.
По договору 1820 года у Доукс Стэнд, Канейдиан-Ривер определяла северную границу для племени чокто. Первые эмигранты в Калифорнию следовали по южному берегу до Санта-Фе. В 1845 году река была исследована лейтенантами инженерно-топографического корпуса армии США — Джеймсом Уильямом Эбертом и Уильямом Пеком. Дневник их путешествия «Journal of Lieutenant J.W. Abert from Bent’s Fort to St. Louis» был опубликован в 1846 году. Дивизион техасских рейнджеров также патрулировал эту территорию.

## Географические сведения
Истоком реки считаются восточные склоны хребта Сангре-де-Кристо, приблизительно на высоте 2900 метров, на юго-западной окраине Лас-Анимас, Колорадо, примерно в 2,5 километрах от северной границы со штатом Нью-Мексико. Пересекая границу, она течёт в юго-восточном, затем в южном направлении, достигая города Ратон, с западной стороны. К югу от Спрингера, Нью-Мексико, образует глубокий каньон. На своей первой дамбе создаёт озеро Кончас и поворачивает на восток. Следующая плотина находится в Логане, за которой находится озеро Уте. Оттуда река следует через Техасский выступ, перекрыта дамбой в Сенфорде, где принимает форму озера Мередит. Русло, проходя по восточному Нью-Мексико и Техасскому выступу, представляет собой северную границу плато Льяно-Эстакадо, отделяя его от остальной части Великих Равнин. Из Техаса Канейдиан-Ривер продолжает своё движение на восток через Оклахому, огибая с юга Оклахома-Сити. В Эуфоле, река перекрывается ещё один раз, образуя при этом озеро Эуфола, своё самое большое водохранилище. И, наконец, спустя 20 миль (32 км) вниз по течению сливается с рекой Арканзас, примерно в 40 милях (64 км) к западу от границы штата Арканзас.
Большую часть времени Канейдиан представляет собой медлительный водный поток, окаймлённый бурой илистой поймой и плывунами. Но при достаточном количестве дождей река становится полноводной.